# Rein Leven Beweging
De Rein Leven-beweging (RLB) was een Nederlandse organisatie voor individuele zedelijke verheffing, met name gericht op het bestrijden van prostitutie en geslachtsziekten. De belangrijkste verkondiging was wel dat seksualiteit en andere lichamelijke genoegens de mens van ‘het hogere’ afhielden. De ideeën van de Russische schrijver Leo Tolstoj speelden een belangrijke rol. De RLB was voor seksuele onthouding, vegetarisme, geheelonthouding en vond dat man en vrouw binnen het huwelijk op gelijke voet moesten staan binnen een traditioneel rolpatroon. 
De RLB werd in 1901 opgericht door Edo Fimmen, Louis Bähler en Menno Huizinga Jr., met steun van Lodewijk van Mierop, Felix Ortt en Jouke Roelofs Hoekstra. Vanaf 1902 verscheen het tijdschrift Rein leven waarin de ideeën van de beweging werden uitgedragen.
Toen Van Mierop in 1905 werd gedwongen zijn redacteurschap neer te leggen, begon hij het maandblad Levenskracht. In 1907 raakte de beweging in twee kampen verdeeld door onenigheid over de vraag of men voor een 'vrij' huwelijk moest zijn of voor een burgerlijk geregistreerd huwelijk. In 1908 had Levenskracht het tijdschrift Rein leven  verdrongen.
Vanaf 1908 gaf de Stichting Chreestarchia van Felix Ortt en Jacob van Rees boeken van de RLB uit. Van Rees had in 1903 in de geest van de RLB de Humanitaire School opgericht.
In 1929 werd de Rein Leven Beweging opgeheven.
http://www.humanitarisme.nl/documenten/dertigjaar.pdf DERTIG JAAR STREVEN NAAR REIN LEVEN, De Rein Leven Beweging in Nederland (1901-1931). L. van der Splinter 